# Bez zobowiązań (serial telewizyjny)
Bez zobowiązań (ang. Casual) – amerykański serial telewizyjny (komedio-dramat) wyprodukowany przez Lionsgate Television, którego twórcą jest Zander Lehmann. Serial jest emitowany od 7 października 2015 roku za pośrednictwem platformy internetowej Hulu.
W Polsce serial jest emitowany od 23 lipca 2016 roku przez stację HBO 3.

## Fabuła
Serial opowiada o Valerie, młodej rozwódce, która wraz ze swoją nastoletnią córką wprowadza się do swojego młodszego brata, wiecznego kawalera. Kobieta za jego namową znowu zaczyna się umawiać na randki.

## Obsada

### Główna
- Michaela Watkins jako Valerie[3]
- Tommy Dewey jako Alex[4]
- Tara Lynne Barr jako Laura[3]
- Nyasha Hatendi jako Leon[5]
- Frances Conroy jako Dawn[5]

### Role drugoplanowe i gościnne występy
- Fred Melamed jako Charles
- Evan Crooks jako Emile
- Julie Berman jako Leia[6]
- Patrick Heusinger jako Michael
- Zak Orth jako Drew
- Eliza Coupe jako Emmy[7]
- Katie Aselton jako Jennifer[6]
- Dylan Gelula jako Aubrey[8]
- Britt Lower jako Sarah Finn
- Vincent Kartheiser jako Jordan Anderson[9]
- Britt Robertson jako Fallon[10]
- Kyle Bornheimer jako Jack[11]
- Rhenzy Feliz jako Spencer

## Odcinki
| Sezon | Sezon | Odcinki | Oryginalna emisja Hulu | Oryginalna emisja Hulu | Oryginalna emisja | Oryginalna emisja   | Oryginalna emisja |
| Sezon | Sezon | Odcinki | Premiera sezonu        | Finał sezonu           | Premiera sezonu   | Finał sezonu        |                   |
| ----- | ----- | ------- | ---------------------- | ---------------------- | ----------------- | ------------------- | ----------------- |
|       | 1     | 10      | 7 października 2015    | 2 grudnia 2015         | 23 lipca 2016     | 20 sierpnia 2016    |                   |
|       | 2     | 13      | 7 czerwca 2016         | 23 sierpnia 2016       | 27 sierpnia 2016  | 1 października 2016 |                   |
|       | 3     | 10      | 23 maja 2017           | 1 sierpnia 2017        | 30 czerwca 2017   | 29 września 2017    |                   |
|       | 4     | 10      | 31 lipca 2018          | 31 lipca 2018          |                   |                     |                   |

## Produkcja
31 października 2014 roku platforma Hulu zamówiła pierwszy sezon serialu.
W lutym 2015 roku Michaela Watkins, Tara Lynne Barr oraz Tommy Dewey dołączyli do obsady.
25 marca 2015 roku Nyasha Hatendi i Frances Conroy dołączyli do projektu.
22 października 2015 roku platforma Hulu zamówiła drugi sezon, a 26 czerwca 2016 roku trzeci sezon.

20 października 2017 roku, platforma Hulu zamówiła czwarty finałowy sezon